# Tomasz Olejniczak (dyplomata)
Tomasz Olejniczak (ur. 1964) – polski urzędnik konsularny; Konsul Generalny RP w Winnicy (2015–2017).

## Życiorys
Tomasz Olejniczak w 2001 ukończył Kijowski Narodowy Uniwersytet Handlu i Ekonomii. W 1988 został pracownikiem polskiej służby dyplomatycznej. Służył na placówkach w Moskwie (1990–1995), Kijowie (1997–2001), Mińsku (2004–2007). Od 2007 do 2015 w pionie administracyjnym Ministerstwa Spraw Zagranicznych, w tym od 2011 zastępca dyrektora Biura Administracji. Od 27 lipca 2015 do 2017 Konsul Generalny RP w Winnicy.
Zna języki: rosyjski i ukraiński. Żonaty, ma dwóch synów.